# 阿爆
阿仍仍（漢名張靜雯，1981年8月25日—），藝名阿爆（Abao），臺灣排灣族創作歌手、詞曲作家及主持人，臺東縣金峰鄉嘉蘭村正興部落出身。2003年以團體阿爆&Brandy出道，並獲得金曲獎最佳重唱組合獎，後因唱片公司變故而未有續作。2012年起於原住民族電視台拾主持棒。直至2014年發行古謠專輯《東排三聲代》，2015年11月創立原民文化音樂品牌「那屋瓦」，2016年發行全排灣語專輯《vavayan·女人》，並於隔年獲得金曲獎最佳原住民語專輯獎。2020年10月3日阿爆以《kinakaian 母親的舌頭》二度獲頒金曲獎最佳原住民語專輯獎，以及金曲最大獎-年度專輯獎，並以專輯中的〈Thank You 感謝〉拿下年度歌曲獎。

## 作品

### 音樂作品

#### 專輯
- 《阿爆＆Brandy 創作專輯》2003 華語專輯，與 Brandy 共同演唱。[9]
- 《東排三聲代》2014 排灣古謠專輯，與王秋蘭／愛靜、梁秋妹／米次古共同演唱。[10]
- 《vavayan·女人》2016 排灣語專輯。[11]
- 《kinakaian 母親的舌頭》2019 排灣語專輯。[12]

#### 單曲
- 〈甜蜜的家〉2005 演唱、作詞
- 〈幸福笑容〉2006 演唱、作曲
- 〈綠光傳說〉2006 演唱、作曲
- 告五人《新世界 kacauan》2020 演唱、作詞、作曲
- 鄭宜農《或許就變成書裡的風景》2020 演唱、作詞、作曲
- 阿爆＆ØZI《當我們同在一起》2021 演唱、作詞、作曲
- 馬友友《Thank You》2021 演唱(重新錄製成古典編曲)
- Musa《On Freedom》、《On Friendship》2021 配唱
- 張伍 《做七 /tsò-tshit》 2021 配唱、和聲
- 旺福 feat. 舒米恩、阿爆（阿仍仍）《Ho Hai Yan》2021 演唱
- ROBOT SWING、 LEO37、LINION、陳以恆、雷擎、老莫、熊仔、呂士軒、阿爆、黃宣、李權哲、STAR WU、謝明諺《TM5》2022 演唱
- 徐佳瑩 feat. 阿爆、Brandy《切歌》2022 演唱、作詞
- 李千娜 feat.Matzka & 阿爆《小妹》2023 演唱
- 阿爆、Arase阿拉斯、HengJonesR.fu、那屋瓦少女隊：Kivi、Makav真愛、曾妮《免緊張 tlupupia》2024 演唱、配唱、和聲、作詞
- 阿爆《Get lost》2024 演唱

### 主持作品
- 《電視夜間部》2012 原視，與道武司搭檔
- 《看見好的 yontan'e》2014 原視，與珍珠搭檔
- 《malalicay 輕鬆爆》2015 原視
- 《malu su 好健康診所》第一季 2015 原視
- 《malu su 好健康診所》第二季 2015 原視
- 《ui！輕鬆講》2017 原視，與布萊克薛薛搭檔
- 《決戰金曲29》2018 台視，與Dennis搭檔
- 《第11屆金音創作獎頒獎典禮》

### 演出作品

#### 電視劇
- 2005年《住左邊住右邊》第一季、第二季 飾演馬尼拉
- 2006年《白袍之戀》 飾演阿香
- 2015年《米高級公寓》 飾演 Ｍuni

#### MV
- 2021年 郭蘅祈《愛在黎明破曉時》

#### 電影配音
- 2024年《海洋奇緣2》 飾演瑪丹姬（Matangi）

### 演唱會
- 2022年1月29日 臺北流行音樂中心 ABAO 阿爆《阿嘟運動演唱會》

## 獎項紀錄
| 年份   | 屆次                     | 專輯                        | 獎項               | 入圍                                                 | 結果 |
| ------ | ------------------------ | --------------------------- | ------------------ | ---------------------------------------------------- | ---- |
| 2004年 | 第15屆金曲獎             | 《阿爆&Brandy》             | 最佳重唱組合獎     | 《阿爆&Brandy》                                      | 獲獎 |
| 2017年 | 第28屆金曲獎             | 《vavayan. 女人》           | 年度專輯獎         | 《vavayan. 女人》                                    | 提名 |
| 2017年 | 第28屆金曲獎             | 《vavayan. 女人》           | 最佳原住民語專輯獎 | 《vavayan. 女人》                                    | 獲獎 |
| 2017年 | 第28屆金曲獎             | 《vavayan. 女人》           | 最佳原住民語歌手獎 | 《vavayan. 女人》                                    | 提名 |
| 2017年 | 第28屆金曲獎             | 《vavayan. 女人》           | 最佳編曲人獎       | 荒井十一、Derrick Sepnio、Fergus Chow〈izuwa 有〉    | 提名 |
| 2017年 | 第28屆金曲獎             | 《vavayan. 女人》           | 最佳專輯製作人獎   | 荒井十一《vavayan. 女人》                            | 獲獎 |
| 2017年 | 第8屆金音創作獎          | 《vavayan. 女人》           | 最佳專輯獎         | 《vavayan. 女人》                                    | 提名 |
| 2017年 | 第8屆金音創作獎          | 《vavayan. 女人》           | 最佳風格類型專輯獎 | 《vavayan. 女人》                                    | 提名 |
| 2017年 | 第8屆金音創作獎          | 《vavayan. 女人》           | 最佳風格類型單曲獎 | 〈izuwa 有〉                                         | 提名 |
| 2020年 | 第23屆中華音樂人交流協會 | 《kinakaian 母親的舌頭》    | 年度十大專輯       | 《kinakaian 母親的舌頭》                             | 獲獎 |
| 2020年 | 第23屆中華音樂人交流協會 | 《kinakaian 母親的舌頭》    | 年度十大單曲       | 〈1-10 ft. Dizparity〉                               | 獲獎 |
| 2020年 | 第31屆金曲獎             | 《kinakaian 母親的舌頭》    | 年度專輯獎         | 《kinakaian 母親的舌頭》                             | 獲獎 |
| 2020年 | 第31屆金曲獎             | 《kinakaian 母親的舌頭》    | 最佳原住民語專輯獎 | 獲獎                                                 |      |
| 2020年 | 第31屆金曲獎             | 《kinakaian 母親的舌頭》    | 最佳原住民語歌手獎 | 提名                                                 |      |
| 2020年 | 第31屆金曲獎             | 《kinakaian 母親的舌頭》    | 最佳專輯製作人獎   | 黃少雍、阿爆（阿仍仍）《kinakaian 母親的舌頭》       | 提名 |
| 2020年 | 第31屆金曲獎             | 《kinakaian 母親的舌頭》    | 年度歌曲獎         | 〈Thank You 感謝〉                                   | 獲獎 |
| 2020年 | 第31屆金曲獎             | 《kinakaian 母親的舌頭》    | 最佳作曲人獎       | 阿爆（阿仍仍）、Dizparity〈Thank You 感謝〉          | 提名 |
| 2020年 | 第31屆金曲獎             | 《kinakaian 母親的舌頭》    | 最佳作詞人獎       | 阿爆（阿仍仍）、王秋蘭（愛靜）〈1-10 ft. Dizparity〉 | 提名 |
| 2020年 | 第31屆金曲獎             | 《kinakaian 母親的舌頭》    | 最佳編曲人獎       | Dizparity〈kinakaian母親的舌頭〉                     | 提名 |
| 2020年 | 第11屆金音創作獎         | 《kinakaian 母親的舌頭》    | 最佳專輯獎         | 《kinakaian 母親的舌頭》                             | 獲獎 |
| 2020年 | 第11屆金音創作獎         | 《kinakaian 母親的舌頭》    | 最佳創作歌手獎     | 《kinakaian 母親的舌頭》                             | 提名 |
| 2020年 | 第11屆金音創作獎         | 《kinakaian 母親的舌頭》    | 最佳電音單曲獎     | 〈minetjus 嚇一跳 feat. Oberka〉                     | 提名 |
| 2020年 | 第20屆南方音樂盛典       | 《kinakaian 母親的舌頭》    | 最佳製作人獎       | 黃少雍、阿爆《kinakaian 母親的舌頭》                 | 提名 |
| 2020年 | 第20屆南方音樂盛典       | 《kinakaian 母親的舌頭》    | 最佳世界音樂專輯獎 | 《kinakaian 母親的舌頭》                             | 獲獎 |
| 2021年 | 第1屆 PlayMusic Awards   | 〈或許就變成書裡的風景〉    | 年度獨立音樂歌曲   | 〈或許就變成書裡的風景〉                             | 獲獎 |
| 2022年 | 第13屆金音創作獎         | 《給》                      | 最佳節奏藍調歌曲獎 | 徐佳瑩、阿爆&Brandy〈切歌〉                          | 提名 |
| 2024年 | 第35屆金曲獎             | Makav 真愛《寶藏 Treasure》 | 最佳專輯製作人獎   | Makav 真愛《寶藏 Treasure》                          | 提名 |

## 外部連結
- 阿爆（阿仍仍）的Facebook專頁
- 阿爆 ABAO的Instagram帳戶
- 阿爆 ABAO的新浪微博